# 小行星6957
小行星6957（英語：6957）是一颗围绕太阳公转的小行星。1988年4月16日，上田清二、金田宏在钏路市发现了此天体。
这颗小行星的绝对星等为19.46721267740223等。